# Provinz Bitchū

Provinz Bitchū (heute: westlicher Teil der Präfektur Okayama)

Bitchū (jap. 備中国, Bitchū no kuni) war eine der historischen Provinzen Japans an der zur Seto-Inlandsee gewandten Westseite der Insel Honshū. Sie ist der heutige westliche Teil der Präfektur Okayama. Bitchū grenzte an die Provinzen Hōki, Mimasaka, Bizen und Bingo.

## Geschichte
Die Provinz entstand in der zweiten Hälfte des 7. Jahrhunderts durch die Aufspaltung der alten Provinz Kibi (吉備国) in die Provinzen Bizen („Vorder-Kibi“), Bitchū („Mittel-Kibi“) und Bingo („Hinter-Kibi“). Diese wurden kollektiv auch als Bishū (備州, „Kibi-Provinz(en)“) bezeichnet. Die Schriftzeichen von Bitchū wurden in der Frühzeit auch als Kibi no michi no naka gelesen. 
Die alte Hauptstadt (kokufu) und die Provinztempel entstanden um die Stadt Soja. Für den größten Teil der Muromachi-Zeit dominierte der Hosokawa-Klan die Provinz, der auf Shikoku residierte und Bitchū eine gewisse Unabhängigkeit ließ. 
In der Sengoku-Zeit kämpften andere Klans um Bitchū. Oda Nobunaga und Mōri Terumoto kämpften gerade in der Provinz, als Oda starb. Nach 1600 wurde die Provinz unter einer Vielzahl von Lehen (Han) aufgeteilt und in der Folge dessen mehrere Burgen gebaut. Zum Zeitpunkt der Neuorganisation des Landes in Präfekturen war die wichtigste Stadt der Hafen Kurashiki.

## Umfang
Die Provinz Bitchū umfasste folgende spätere Landkreise (gun):
- Aga (阿賀郡)
- Asakuchi (浅口郡)
- Jōbō (上房郡)
- Kawakami (川上郡)
- Kayō (賀陽郡)
- Kuboya (窪屋郡)
- Oda (小田郡)
- Shimotsu (下道郡)
- Shitsuki (後月郡)
- Tetta (哲多郡)
- Tsuu (都宇郡)